# Werner Herbers
Werner Herbers (Bilthoven, 11 augustus 1940 – Amsterdam, 5 juni 2023) was een Nederlands hoboïst en dirigent.

## Opleiding
Herbers was de zoon van Duitse immigranten. Na zijn eindexamen gymnasium-β aan de Werkplaats Kindergemeenschap van Kees Boeke studeerde hij hobo (bij Jaap en Haakon Stotijn), piano en orkestdirectie aan het Muzieklyceum Amsterdam van 1960 tot 1965. Daarnaast speelde hij meer dan tien jaar in de hoogste klasse voor het hockeyteam van SCHC (Nederlands kampioen 1959) en nam hij deel aan de eerste trip van het Nederlands hockeyelftal naar India (1962).

## Activiteiten

### Hoboïst
Herbers was eerste hoboïst bij verschillende Nederlandse radio-orkesten, het Rotterdams Philharmonisch Orkest en vanaf 1970 van het Concertgebouworkest. Als solist speelde hij onder andere onder de dirigenten Luciano Berio, Riccardo Chailly, Nicolaus Harnoncourt, Hans Vonk, Ferdinand Leitner, Bernard Haitink, Edo de Waart en Willem van Otterloo.

### Ensembleleider
Tussen 1962 en 1988 was hij lid en mede-artistiek leider van het Nederlands Blazers Ensemble, waarmee hij vele opnamen en tournees over de hele wereld maakte.
Na het uiteenvallen van het oude Nederlands Blazersensemble richtte Herbers in 1990 de Ebony Band op, bestaand uit leden van het Koninklijk Concertgebouworkest. De Ebony Band legt zich toe op muziek van onbekende en vergeten componisten uit de tijd tussen de twee wereldoorlogen, met bijzondere aandacht voor componisten die in de Tweede Wereldoorlog zijn omgekomen of door de nazi's gedwongen waren te emigreren. Ook vergeten jazzcomponisten zoals Robert Graettinger, John Carisi en George Handy werden door de Ebony Band opnieuw gespeeld.

### Dirigent
Herbers dirigeerde verschillende ensembles in Duitsland (ensemble recherche, Ensemble Oriol) en de VS (Capriccio Players, New York) en diverse symfonieorkesten, waaronder het Metropole Orkest, het Shanghai Symphony Orchestra, het Limburgs Symfonieorkest, het Brabants Orkest, het Nederlands Kamerorkest en een Stan Kenton Alumni Band in Los Angeles. Hij gaf ook masterclasses in Banff (Canada), Sapporo (Japan, Pacific Music Festival), Seoul (Zuid Korea) en Guangzhou (China). Na zijn afscheid bij het Koninklijk Concertgebouworkest, in 2005, richtte hij zich meer op jazz.

### Prijzen en onderscheidingen
De Ebony Band kreeg onderscheidingen voor een aantal opnamen (Edison, Diapason d'Or). Herbers kreeg de Haarlemse Hogenbijl Prijs voor zijn verdiensten als musicus en muziekonderzoeker in 1997.

## Persoonlijk
Herbers heeft een dochter, de actrice Katja Herbers, met violiste Vera Beths. Later was Herbers getrouwd met kostuumontwerper (film en toneel) Leonie Polak.
Herbers stierf op 82-jarige leeftijd; hij leed aan kanker.